# O Atibaiense
Jornal O Atibaiense é um periódico bisemanal da cidade de Atibaia, estado de São Paulo - Brasil.
É o jornal mais antigo de Atibaia e um dos mais antigos do Brasil.

## Breve História
Foi fundado em 17 de fevereiro de 1901 por Antônio Silveira Maia Quando surgiu, circulava aos domingos. O jornal é um dos mais antigos e tradicionais do Estado de São Paulo. Nas páginas do jornal O Atibaiense, a população tomou conhecimento da inauguração da rede telefônica (novembro de 1901) e do grupo escolar, atual escola estadual José Alvim, em 1905, da alteração do nome de São João Batista de Atibaia para Atibaia, da instituição do ensino obrigatório no município, em 1906, e da instalação da rede elétrica, em 1907.
O jornal também noticiou, em 1908, a posse do primeiro prefeito da cidade, o início das operações da Companhia Têxtil São João, em 1909, a inauguração do ramal de Piracaia da Estrada de Ferro e da Santa Casa de Misericórdia, em 1914. Da Atibaia dos anos 1920, divulgou o recenseamento federal. Na época, a cidade tinha 15.305 habitantes e 2.241 estrangeiros, enquanto que o então distrito de Jarinu possuía 5.960 habitantes e 1.166 estrangeiros.
              Ainda nos anos 1920, suas páginas estamparam os avanços tecnológicos da época: a chegada do aparelho de rádio, a passagem do aviador Santos Dumont pela cidade, a inauguração do campo de aviação, a instalação da Usina Elétrica e a construção da estrada de rodagem que ligava Atibaia a São Paulo. Sem contar, ainda nos anos 1920, a construção do Grande Hotel Municipal.
              Já nos anos 1930, passaram pelas páginas do Jornal fatos importantes como a participação de atibaienses nas batalhas da Revolução Constitucionalista de 1932 e o início do calçamento das ruas centrais da cidade.
              A década de 1940 foi marcada pela declaração, em 1945, de Atibaia como Estância Hidromineral. No mesmo ano, atibaianos que integraram a Força Expedicionária Brasileira, na Segunda Guerra Mundial, foram recebidos calorosamente pela população da cidade.
              A Atibaia dos anos 1950 tinha cerca de 18 mil habitantes. Nessa década, o município ganhou seu brasão de armas, em 1954, e, no dia do aniversário da cidade, recebeu de presente os prédios da Câmara Municipal e da Prefeitura, fatos registrados pelo jornal, que já acumulava meio século de existência.

              Da Atibaia da década de 1950 para a atualidade, o jornal conheceu os avanços tecnológicos para a sua produção e distribuição. Do linotipo às técnicas computadorizadas de diagramação. O jornal O Atibaiense pertence a empresa BRASSEMP - Edições e Anúncios Eletrônicos LTDA, é impresso em off-set com páginas coloridas.